# Свен Лагербрінг
Свен Лагербрінг (швед. Sven Lagerbring, 24 лютого 1707 — 5 грудня 1787) — шведський історик.
Був професором Лундського університету. Його капітальна праця — «Svea Rikes Historia» (1769-83), в якій оповідь було доведено лише до 1448 року. Як перший досвід наукової критичної історії Швеції, твір Лагербрінга має значення і в наші дні; робота пройнята аристократичною тенденцією. Лагербрінгу належить також ще ряд невеликих історичних досліджень.